# Hollywood Bowl

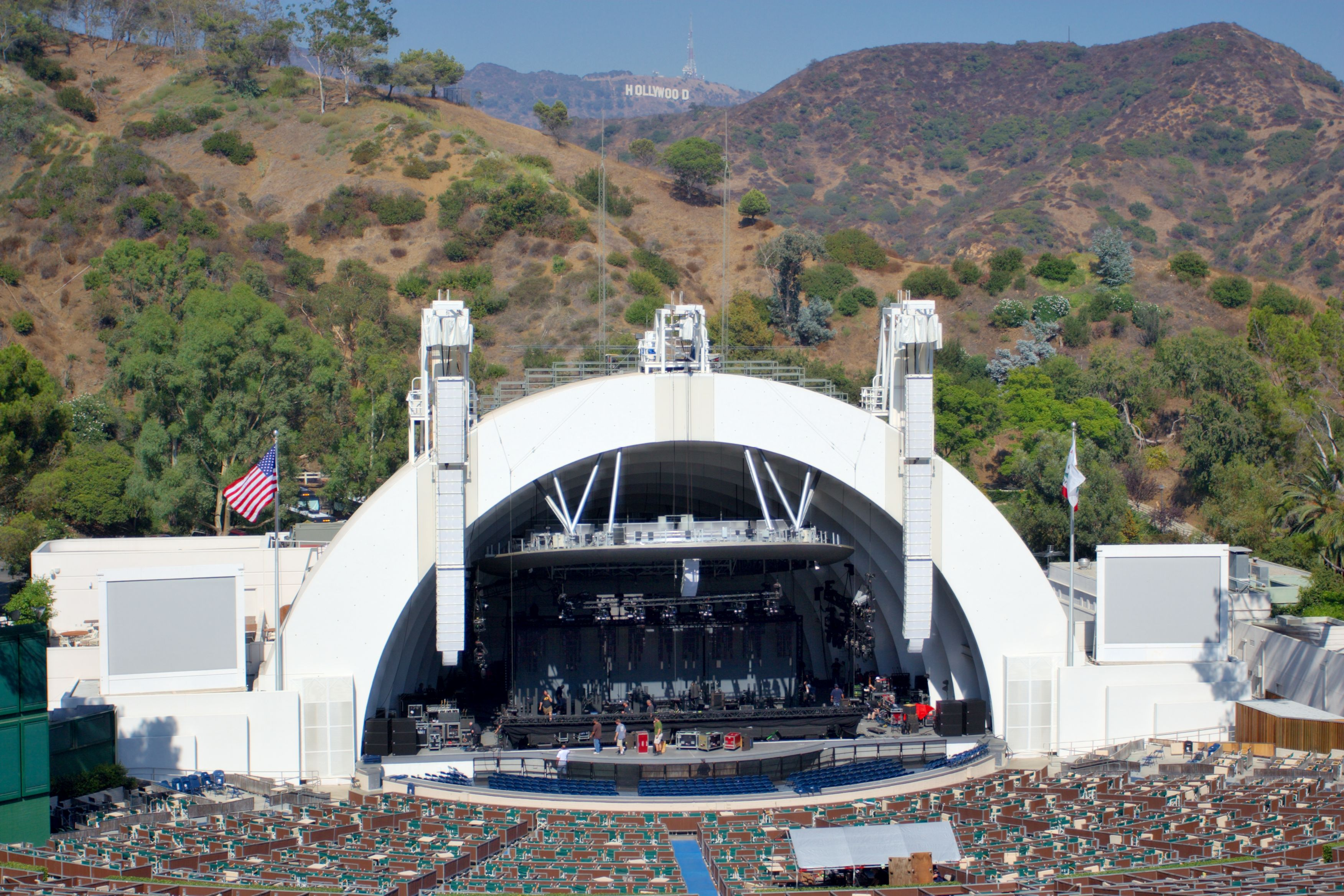
De Hollywood Bowl in 2005.

De Hollywood Bowl is een modern theater in het Amerikaanse Hollywood, Californië. Het wordt grotendeels gebruikt voor muziekoptredens. De bowl in deze context is de natuurlijke holte in de aarde waarin het theater is gebouwd. Het theater opende op 11 juli 1922, op de plaats waar eerder de Daisy Dell was gevestigd, een natuurlijk amfitheater. Sindsdien is het theater het zomeronderkomen van het Los Angeles Philharmonic en het Hollywood Bowl Orchestra.